# Blatnica (Republika Serbska)
Blatnica (cyr. Блатница) – wieś w Bośni i Hercegowinie, w Republice Serbskiej, w gminie Teslić. W 2013 roku liczyła 1231 mieszkańców.